# Alekszej Anatoljevics Navalnij
Alekszej Anatoljevics Navalnij (oroszul: Алексей Анатольевич Навальный; Butiny, 1976. június 4. – Harp, 2024. február 16.) politikus, orosz ellenzéki vezető, korrupcióellenes aktivista, Putyin fő orosz ellenfele volt.
2020. augusztus 20-án reggel a Tomszk–Moszkva repülőjáraton hirtelen rosszul lett. A gép Omszkban megszakította útját, ott Navalnijt sürgősséggel kórházba szállították és lélegeztetőgépre kapcsolták. Az első hírek mérgezés gyanújáról szóltak. Miután a mesterséges kómában lévő politikust augusztus 22-én gyógykezelésre Berlinbe szállították, a szervezetéből vett mintában a Bundeswehr speciális laboratóriumában egyértelműen kimutatták a Novicsok idegméreg-családhoz tartozó anyag jelenlétét.
Felépülése után 2021 elején visszatért Oroszországba, ahol azonnal őrizetbe vették a feltételes szabadlábra helyezés feltételeinek megsértésével vádolva (2014-es elítélése miatt). Letartóztatását követően Oroszországban országszerte tömeges tiltakozások voltak.
Az állam részéről szélsőségesnek minősítették és felszámolták a szervezeteit.
2022 márciusában kilenc év börtönbüntetésre ítélték csalás és a bíróság megsértése vádjával. Fellebbezését elutasították, és júniusban egy szigorúan őrzött börtönbe szállították. 2023 augusztusában további 19 év börtönbüntetésre ítélték szélsőségesség vádjával.
2024. február 16-án az orosz Szövetségi Büntetés-végrehajtási Szolgálat arról számolt be, hogy meghalt a börtönben, állítólagos vérrög következtében.

## Tanulmányai
A Moszkvai terület Ogyincovói járásának Butiny nevű helységében született. 1993-ban fejezte be a középiskolát. 1993 és 1998 között Moszkvában, a Népek Barátsága Egyetem jogi karán végezte tanulmányait.
1999–2001-ben Oroszország Kormánya Pénzügyi Egyetemének pénzügyi és hitelezési karán képezte tovább magát, közben már pénzügyi területen, illetve jogászként dolgozott.
2010-ben féléves kurzuson vett részt a Yale egyetemen a Yale World Fellows program keretében.

## Politikai tevékenysége
Politikai tevékenységét 2000 körül a szociálliberális Jabloko nevű pártban kezdte, de 2007-ben kizárták a pártból. Előtte és később is több társadalmi és politikai mozgalom alapításában, szervezésében vett részt. 2004-ben részt vett a Moszkvaiak Védelmi Bizottságának alapításában, amely egy korrupcióellenes szervezet volt.

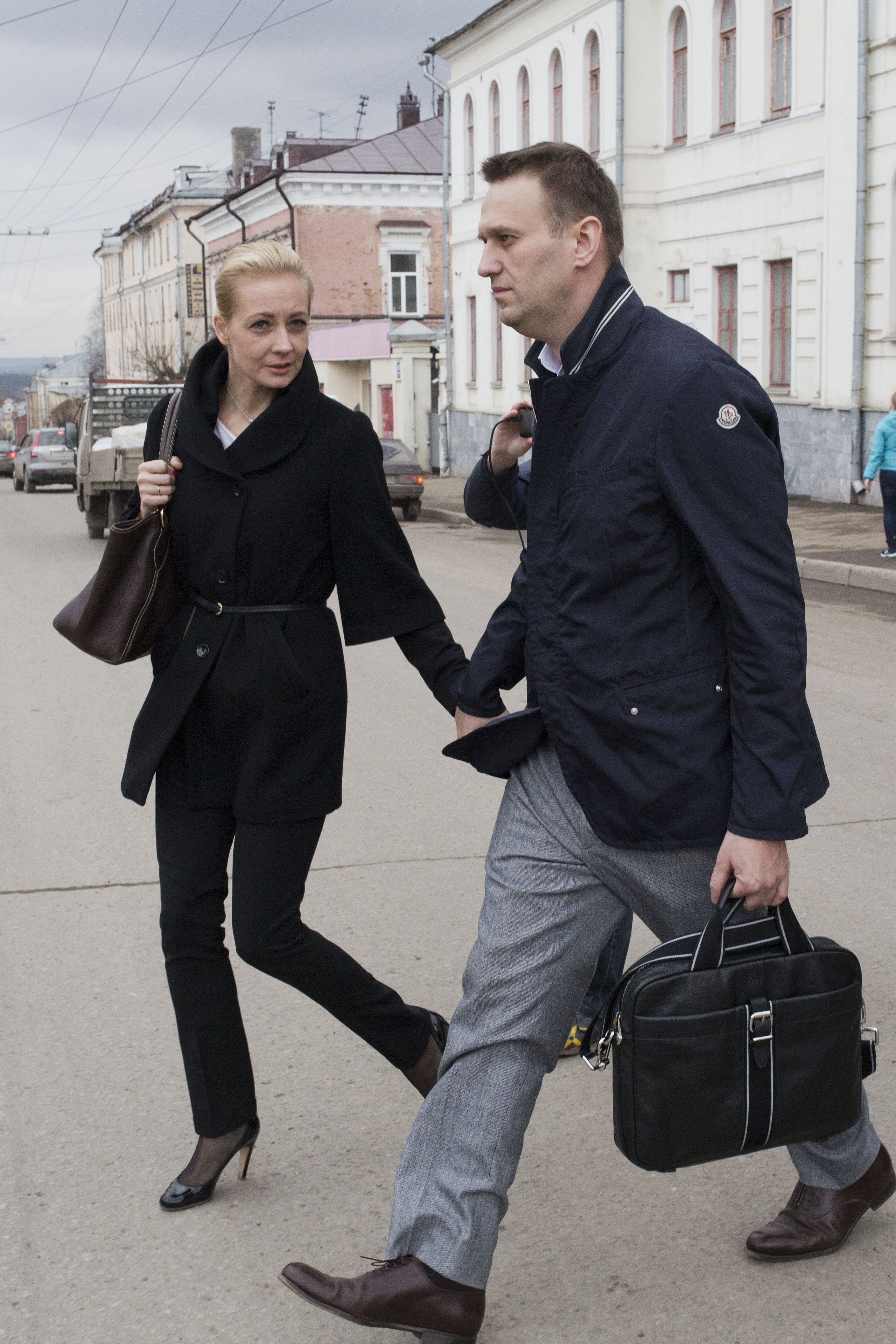
Navalnij és a felesége 2013-ban

2005-ben jelentős szerepe volt a Da! (Igen!) elnevezésű csoport alapításban.
2007. június 23-án többekkel együtt meghirdette a Narod (Nép) nevű ún. Orosz Nemzeti Felszabadító Mozgalmat (Национальное русское освободительное движение — НАРОД).
2013-ban öt év felfüggesztett börtönre ítélte a kirovi bíróság egy 2008-ban történt állítólagos sikkasztás miatt. Ezt az ítéletet azonban sokan komolytalannak tartották; másnap Navalnijt óvadék ellenében szabadon is engedték.
2018 februárjában weboldalán egy tényfeltáró videót közölt, amelyben azt állította, hogy Oleg Gyeripaszka milliárdos 2016-ban megvesztegette Szergej Prihogyko miniszterelnök-helyettest. Ezért az orosz tömegkommunikációs és távközlési hatóság (Roszkomnadzor) 2018. február 11-én tiltólistára tette Alekszej Navalnij weboldalát.
2021-ben az Európai Parlament a gondolat- és véleményszabadságért járó Szaharov-díjjal tüntette ki. A díjátadást az év végén tartották Strasbourgban.

## Oroszországi elnökválasztás  (2018)
A 2018. évi elnökválasztásra készülve 2017 tavaszán Cseljabinszkban kezdte meg regionális kampányirodáinak szervezését. Nyáron rövid ideig tartó börtönre ítélték, ami már korábban is előfordult. Szeptember végén újból őrizetbe vették, mielőtt felszólalhatott volna egy nagygyűlésen.
2017. december 24-én bejelentette, hogy összegyűjtötte a megfelelő számú ajánlást ahhoz, hogy márciusban elindulhasson Vlagyimir Putyin ellenében az elnökválasztáson.
A választási bizottság 2017. december 25-én elutasította a bejegyzési eljárás megkezdését arra hivatkozva, hogy Navalnij gazdasági bűncselekmény miatt 2017-ben próbaidőre felfüggesztett börtönbüntetést kapott, ezért tíz évig nem indulhat jelöltként választásokon.
Egy moszkvai bíróság 2018. január 22-én elrendelte Navalnij alapítványának betiltását, melynek az volt a feladata, hogy adományokat gyűjtsön Navalnij kampányirodáinak fenntartásához és kampányanyagainak elkészítéséhez.

Navalnij 2018. január 28-ára tüntetést szervezett a választások bojkottálása mellett. A hatóságok őrizetbe vették, majd késő este elengedték kihallgatási jegyzőkönyv felvétele nélkül. 2018. május 5-én egy tüntetésen – mintegy 300 társával együtt – ismét őrizetbe vették Navalnijt.

## Megmérgezése
2020. augusztus 20-án a Tomszkból Moszkvába vezető repülőút alatt Navalnij megbetegedett, és az Omszki 1. Sürgősségi Városi Klinikára szállították, így a gépnek Omszkban kényszerleszállást kellett végrehajtania. Állapota a gépen hirtelen sokat romlott, és a kikerült felvételek szerint a körülötte lévők köré gyűltek, és hangosan sírtak.
Később szóvivője azt mondta, kómába esett, a kórházban pedig lélegeztető gépre kellett tenni. Hozzátette, hogy Navalnij reggel óta csak teát ivott, és feltételezések szerint valamit belekevertek az italába. A kórház szerint stabil, de súlyos állapotban van, és rögtön azután, hogy elkezdtek hírek terjedni a mérgezésről, a kórház helyettes orvosi vezetője azt mondta az újságíróknak, „a mérgezés egy lehetőség a sok közül”, melyeket számításba kell venni. Bár az orvosok kezdetben arra utaltak, a magas vércukorszint miatt kialakult emésztési gondok léphettek fel, később azt állították, az a legvalószínűbb, hogy antipszichotikummal vagy neuroleptikumokkal mérgezhették meg, és olyan ipari vegyszereket találtak nála, mint a 2-etilhexil-difen. Egy követője által a közösségi médiákra feltöltött fényképen az látszik, hogy Navalnij teázik a tomszki repülőtér egyik kávézójában, ahol az Interfax hírügynökség jelentése szerint a hely tulajdonosai ellenőrizték a CCTV felvételeit, hogy lehet-e akármilyen bizonyítékot találni.
Navalnij felesége, Julija estére érkezett meg Moszkvából a kórházhoz. Vele volt Navalnij magánorvosa, Anasztaszija Vasziljeva is. A hatóságok azonban kezdetben nem akarták beengedni a szobába. Házassági anyakönyvi kivonatot kértek tőle, ami bizonyítja, hogy tényleg házastársak.
A Cinema for Peace Foundation által fizetett charter gépet küldtek Németországból, hogy kimentsék Navalnijt Omszkból, és átszállítsák Berlinbe, a Charitébe, hogy ott kezelhessék. Az őt Omszkban kezelő orvosok azt mondták, túl rossz állapotban van az átszállításhoz, de később mégis elengedték. Alekszandr Murahovszkij, az omszki kórház főorvosa augusztus 24-én azt mondta a Reutersnek, hogy megmentették őt, de semmilyen mérget nem találtak a szervezetében. A kórház orvosai később tagadták, hogy bármiféle nyomás érte volna őket az orosz hivatalnokok részéről. A Charité azonban augusztus 24-én bejelentette, hogy bizonyítékot találtak arra, hogy Navalnijt egy anti-kolinészterázzal megmérgezték, a konkrét hatóanyag meghatározásához azonban további teszteket kell elvégezni.

### Előzmények
A feltételezett mérgezést megelőző napokban Navalnij a YouTube-csatornáján olyan videókat tett közzé, amelyekben támogatásáról biztosította a megkérdőjelezett elnökválasztás végeredménye ellen szervezett 2020-as fehéroroszországi tüntetések  résztvevőit. Azt is leírta, hogy a szomszédos Belaruszban folyamatban lévő tüntetésekhez hasonlókra hamarosan Oroszországban is számítani kell. A Tayga.info helyi portál szerint szibériai üzleti útja során Navalnij tájékozódott, helyi jelöltekkel és önkéntesekkel találkozott. Amikor megkérdezték, készül-e bejelentésre, szövetségese, Ljubov Szobol azt mondta: „Mindenre most még nem deríthetek fényt, de Navalnij üzleti úton volt. Nem pihenni érkezett a régiókba.”
Úgy gondolják, Navalnijt egy politikailag motivált akció keretei között mérgezhették meg, hogy „megbüntessék” az ellenzéki tevékenysége miatt. Az elmúlt évtizedekben olyan híres orosz aktivistákat, újságírókat és ügynököket próbáltak meg megmérgezni, mint 2006-ban Alekszandr Litvinyenkót vagy 2018-ban Julia és Szergej Szkripalt. Mindkettőre az Egyesült Királyságban került sor. Az előbbi esetben kimutatták, hogy Litvinyenko teájába tették a mérget. Brit hatóságok mindkét támadással az orosz titkosszolgálatot teszik felelőssé, egy vizsgálat pedig azt mutatta ki, hogy Vlagyimir Putyin orosz elnök „valószínűleg” jóváhagyta Litvinyenko meggyilkolását. Anna Politkovszkaja újságíró, emberi jogi aktivista – aki kritizálta Putyint és a második csecsen háborút – akkor lett rosszul, amikor fel akarta dolgozni a beszláni iskolai tragédiát, és a helyszínre repülés előtt teát ivott. Később, 2006-ban merénylet áldozata lett, agyonlőtték egy moszkvai ház liftjében. A Kreml tagadta, hogy bármi köze lenne a történtekhez.
Ilja Csumakov aktivista – aki más támogatókkal együtt Navalnijjal volt a repülés előtti napon – megkérdezte, még miért nem halt meg. Navalnij azt válaszolta, halála nem válna Putyin javára, és ha meghalna, hős válna belőle.

### Reakciók
Dmitrij Peszkov, a Kreml szóvivője azt mondta, a Kreml mihamarabbi gyors felépülést kíván neki, és amennyiben megerősítést nyer, hogy mérgezésről van szó, a rendvédelmi szervek vizsgálatot indítanak. Emmanuel Macron francia elnök azt mondta, Franciaország készen áll, hogy „megadjon minden szükséges támogatást” Navalnijnak és családjának, legyen szó „egészségügyi ellátásról, menedékjogról vagy más védelemről.” Ezen felül azt sürgette, hogy minél hamarabb derüljenek ki a történtek körülményei. Angela Merkel német kancellár szintén felajánlott mindenféle egészségügyi ellátást, amit német kórház tud biztosítani. Az Amnesty International az állítólagos mérgezés kivizsgálását követelte.

## Halála

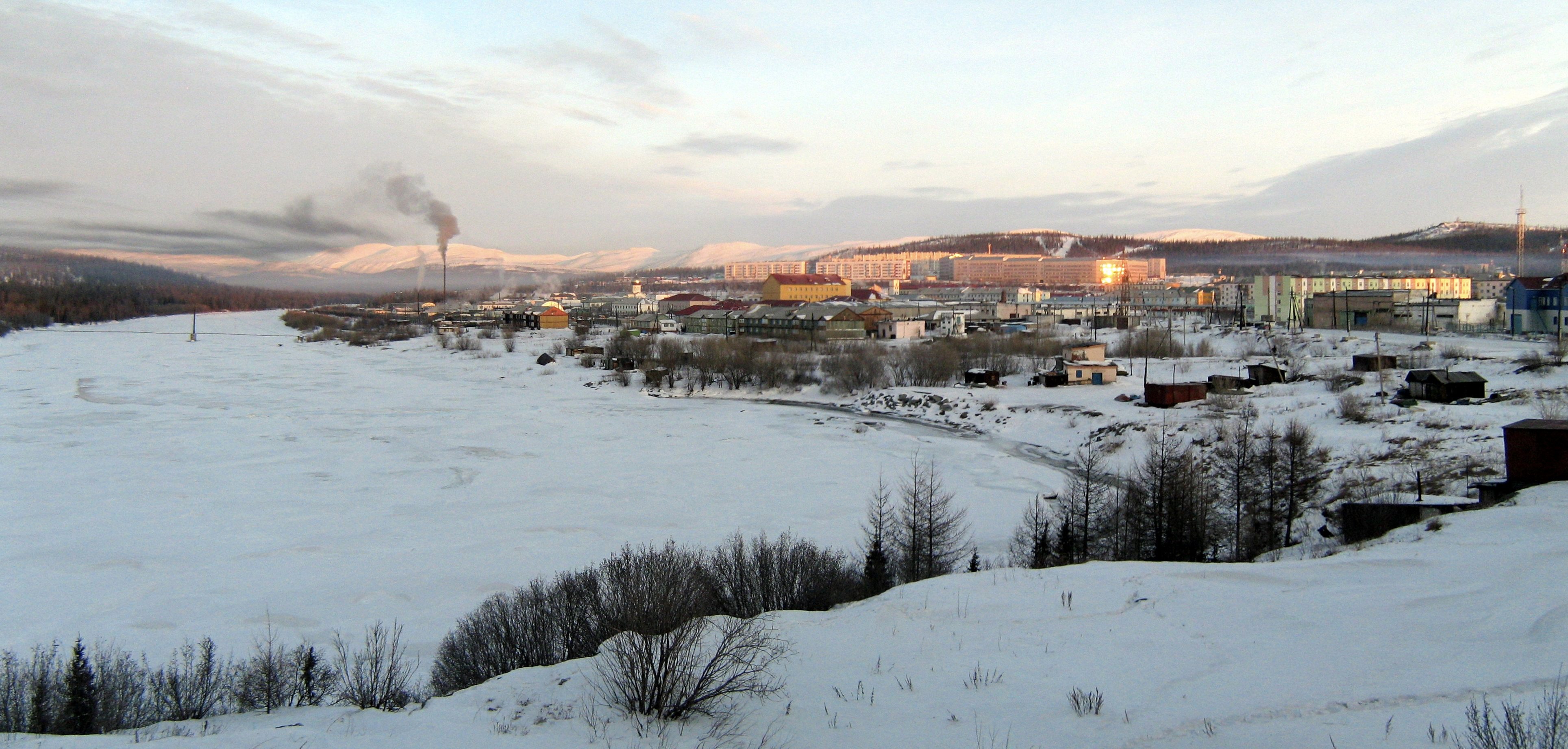
Harp település látképe. Az intézet, amelyben Navalnijt tartották a háttérben látható, a gyárkémények mellett

Navalnij megmérgezése után 2021-ben tért vissza Oroszországba, amit követően azonnal letartóztatták a repülőtéren. Börtönben töltött évei során egészségi állapota sokat romlott. 2023-ig Moszkva közelében volt börtönben, mielőtt az év decemberében három hétig nem lehetett tudni hollétét. A FKU IK–3 jelölésű javítóintézetben került elő, Harp közelében, Szibériában.
2024. február 16-án elhunyt a Jamali Nyenyecföldbeli Harp településen található 3. számú Javítóintézetben, 47 évesen. Ezt szóvivője másnap erősítette meg és felszólította a kormányt, hogy juttassa vissza testét a családjának. A hivatalos jelentés szerint egy séta után Navalnij összeesett, amit követően a javítóintézet orvosi csoportja kezelte és megpróbálta életben tartani. Helyi idő szerint 14:17-kor nyilvánították halottnak. Az erről szóló hivatalos közlemény két perccel a halál időpontja után jelent meg. Egyik szövetségese szerint nem sokkal halála előtt Navalnij közel állt ahhoz, hogy kiszabaduljon a börtönből, mivel Németország, Oroszország és az Egyesült Államok majdnem megegyezett egy fogolycserében.
Temetését 2024. március 1-én tartották, Moszkvában, a Boriszovszkoje temetőben.

## Díjai, elismerése

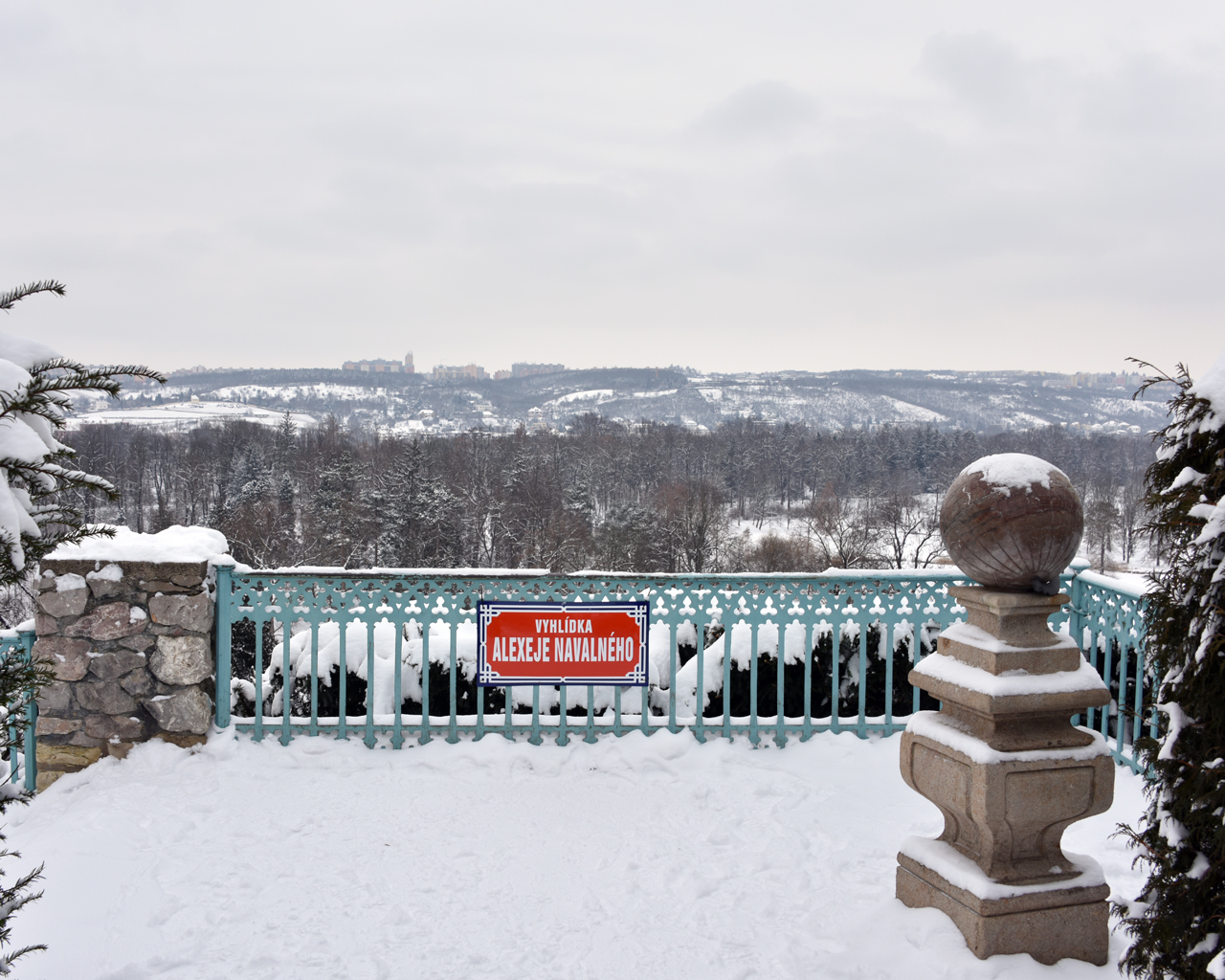
A Navalnijról elnevezett kilátóhely Prágában

2021 februári bebörtönzését követően a Borisz Nyemcov Szabadságért Alapítvány Borisz Nyemcov Bátorság-díjjal tüntette ki.
2021. júniusában a lánya édesapja nevében átvette az Erkölcsi Bátorság Díjat, az emberi jogok és a demokrácia genfi csúcstalálkozóján. Navalnij a díjat a politikai foglyoknak ajánlotta.
2021 szeptemberében Navalnij felkerült a Time magazin 100 legbefolyásosabb embert tartalmazó listájára. Ez volt a második megjelenése a listán, korábban, 2012-ben is szerepelt már rajta.
2021 szeptemberében a lengyel Casimir Pulaski Alapítvány a Szabadság Lovagja díjjal tüntette ki.
2021 októberében megkapta a Szaharov-díjat, az Európai Parlament éves emberi jogi díját. David Sassoli, az Európai Parlament elnöke beszéde alapján a díj annak elismerése, hogy Navalnij "fáradhatatlanul harcolt Vlagyimir Putyin korrupt rendszere ellen. Ez a szabadságába és majdnem az életébe került".
Később ugyanabban az évben német díjat is kapott a szólásszabadság fenntartásáért tett erőfeszítéseiért, az M100 Media Awardot.
2022-ben megkapta az Egyesült Államoktól a Polgári Bátorságért Díjat.
2023-ban a Daniel Roher által rendezett Navalnij című dokumentumfilm a legjobb dokumentumfilm díját kapta a 76. British Academy Film Awardson és a legjobb dokumentumfilm díjat a 95. Oscar-gálán.

## Emlékezete

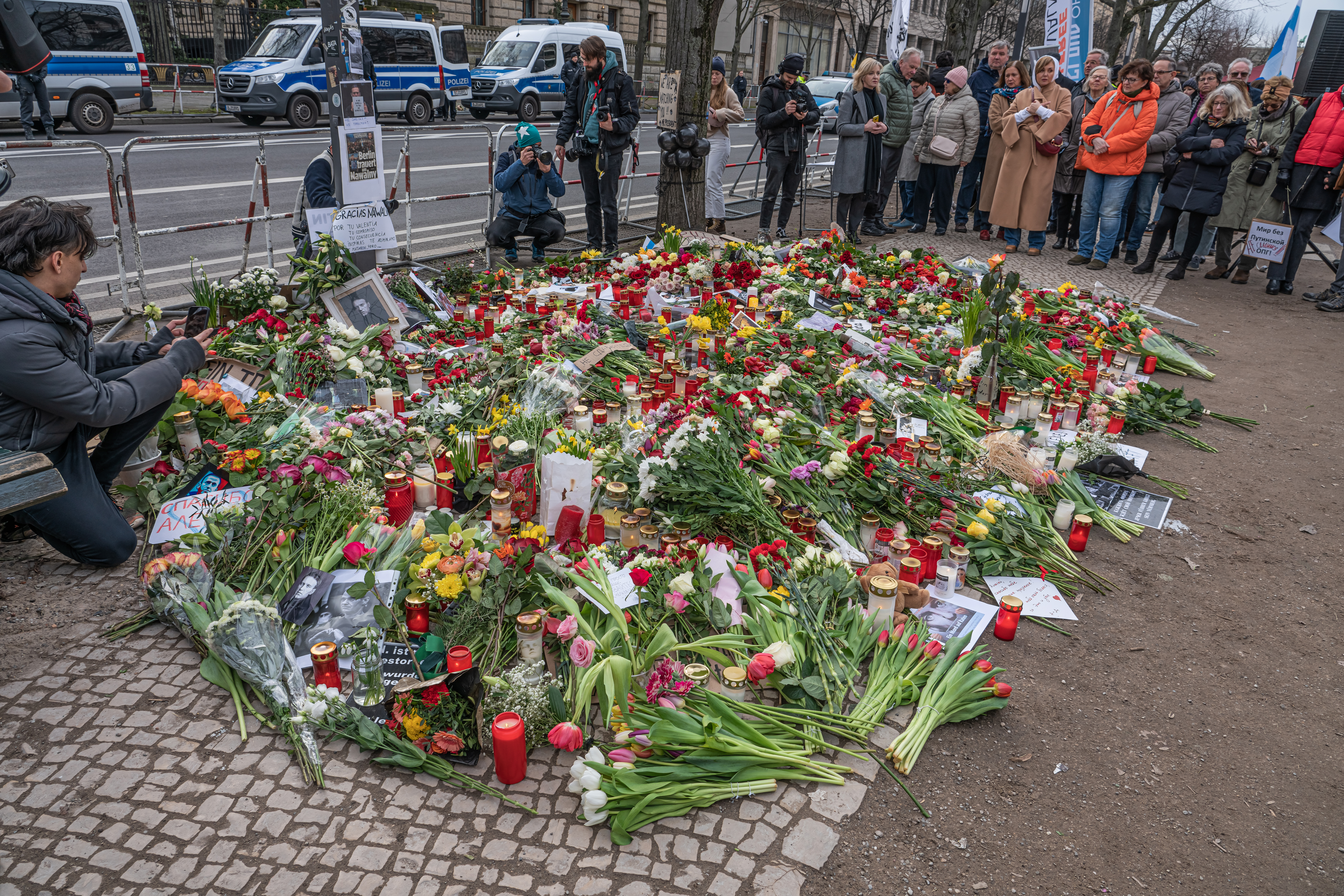
Virágok Navalnij halála után a németországi Berlinben, az orosz nagykövetség előtt

A halála után a nyugati világban világszerte gyertyákat gyújtottak és virágokat helyeztek el az emlékére, többnyire az orosz nagykövetségek előtt.

### Magyarországon

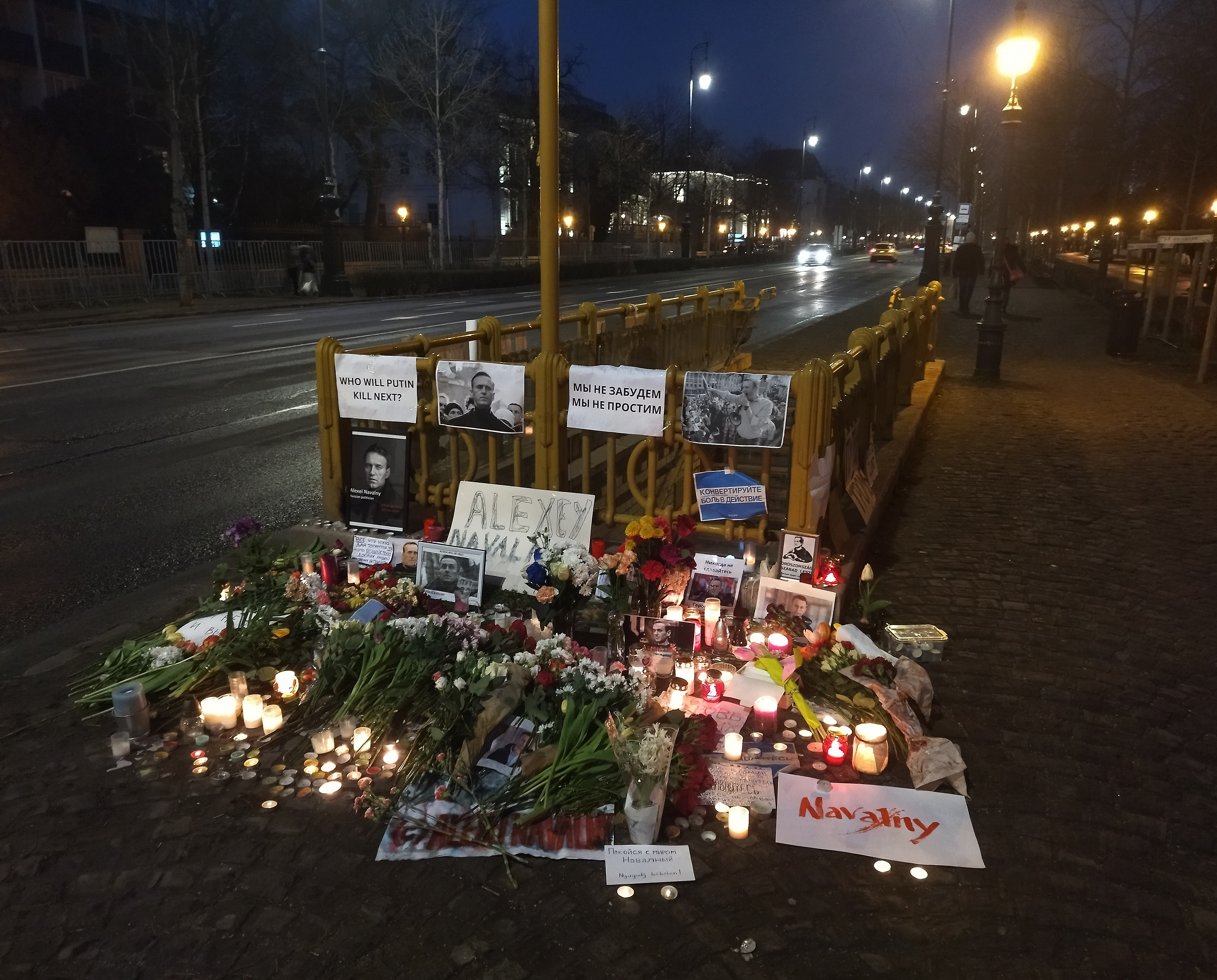
Rögtönzött megemlékezés az orosz nagykövetség mellett Budapesten

A magyar parlamentben Tordai Bence egy perces néma megemlékezést kért a tiszteletére. A Fidesz és a Mi Hazánk tagjai azonban nem álltak fel az emlékének tiszteletére. Orbán Viktor miniszterelnök a következőkre hivatkozott: „Sovinisztáknak a magyar parlamentben nem jár tisztelet.” – Megbélyegezve Navalnijt a grúzokra vonatkozó pejoratív megjegyzése miatt, amelyet Oroszország és Grúzia 2008-as konfliktusa során tett. Majd később méltatta fideszes kollégáit, hogy nem álltak fel Tordai Bence kezdeményezésére.